# Divergència (meteorologia)

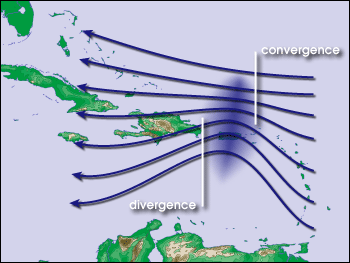
Zones de convergència i divergència en la formació d'un huracà al Mar Carib.

La divergència és, en meteorologia, la divisió de cadascuna de les corrents d'aire verticals (ascendències i subsidències) en dos fluxos que s'allunyen en direccions diferents.
En el sistema que regeix el sistema de la circulació general de l'atmosfera, les divergències alteren amb les convergències en dos nivells diferents: en altitud i arran de terra. El pas de l'aire d'un a un altre d'aquests nivells es fa més o menys verticalment per les ascendències i les subsidències. Els quatre moviments donen així lloc a la constitució d'un circuit o cèl·lula: a partir d'una convergència inferior les masses d'aire s'eleven (ascendència) i, arribades a certa altura, es divideixen en dos fluxos, un dels quals es dirigeix en la direcció general del nord i un altre a la del sud. Cadascun d'aquests fluxos baixa (subsidència) en arribar a una zona de convergència i, a prop del terra, en una nova zona de divergència es mouen en direcció oposada de la que havien seguit en altitud, tornant al lloc de la primera convergència, de manera que queda tancat el circuit.
Les divergències en altitud se situen a la zona intertropical i en les regions polars. A cadascuna d'aquestes divergències li correspon, alternativament en altitud o arran de terra, una zona de convergència i cada un d'aquests parells es troba enllaçat per una ascendència en un dels seus marges i per una subsidència en l'altre. En el seu conjunt aquests moviments constitueixen un sistema de tres grans cèl·lules juxtaposades.